# Salzweg (Oberhofen am Irrsee)
Salzweg est une localité autrichienne. Elle fait partie de la commune de Oberhofen am Irrsee du district de Vöcklabruck en Haute-Autriche.